# ناتان کلارک (بازیکن فوتبال اهل انگلستان)
ناتان کلارک (انگلیسی: Nathan Clarke؛ زادهٔ ۳۰ نوامبر ۱۹۸۳) بازیکن فوتبال اهل بریتانیا است.
از باشگاه‌هایی که در آن بازی کرده‌است می‌توان به باشگاه فوتبال اولدهام اتلتیک، باشگاه فوتبال کولچستر یونایتد، باشگاه فوتبال بری، باشگاه فوتبال کاونتری سیتی، باشگاه فوتبال گریمزبی تاون، باشگاه فوتبال هادرزفیلد تاون، باشگاه فوتبال برادفورد سیتی، و باشگاه فوتبال لیتون اورینت اشاره کرد.